# Cardamine resedifolia
Cardamine resedifolia är en korsblommig växtart som beskrevs av Carl von Linné. Cardamine resedifolia ingår i släktet bräsmor, och familjen korsblommiga växter. Inga underarter finns listade i Catalogue of Life.

## Bildgalleri

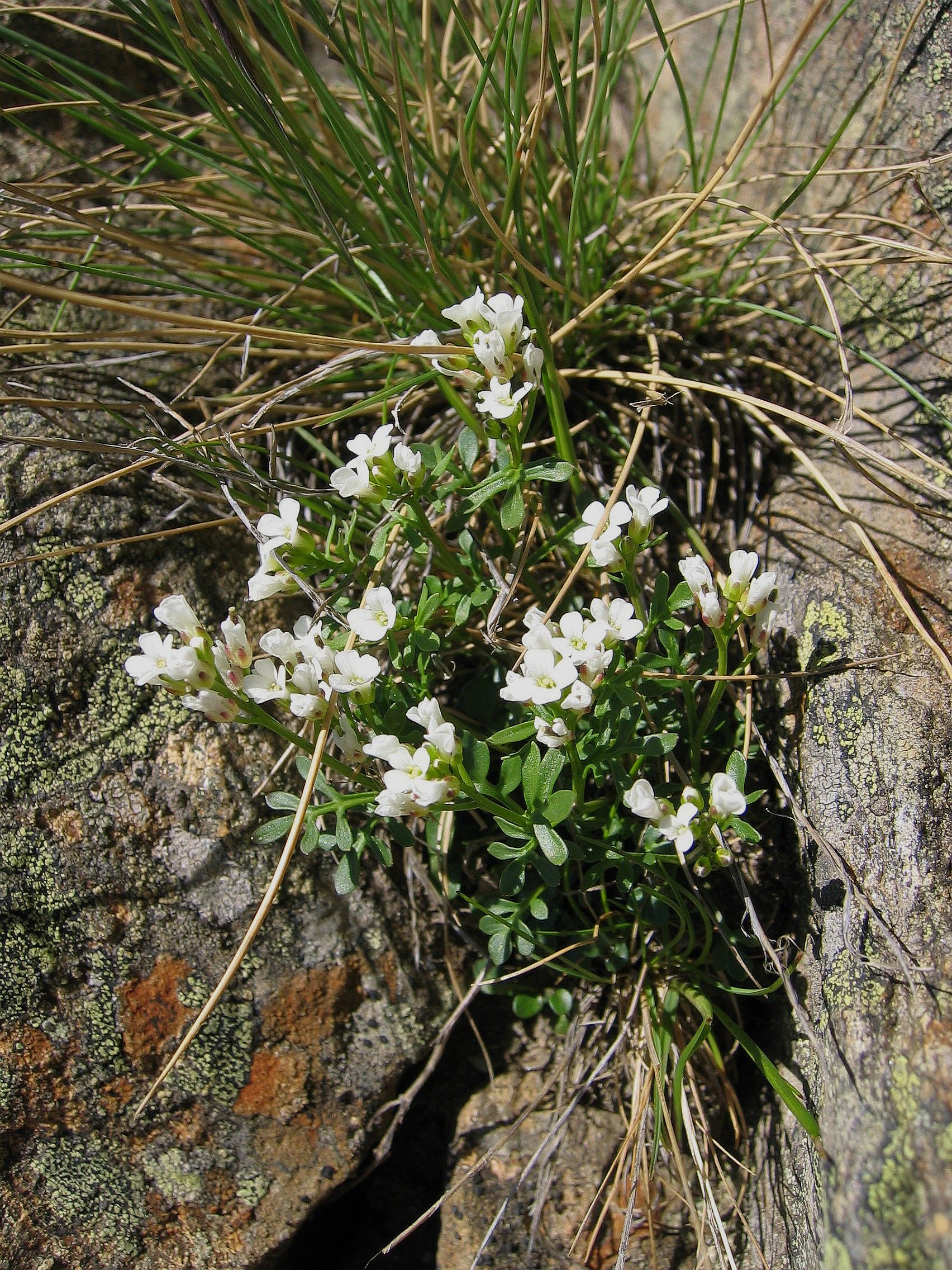
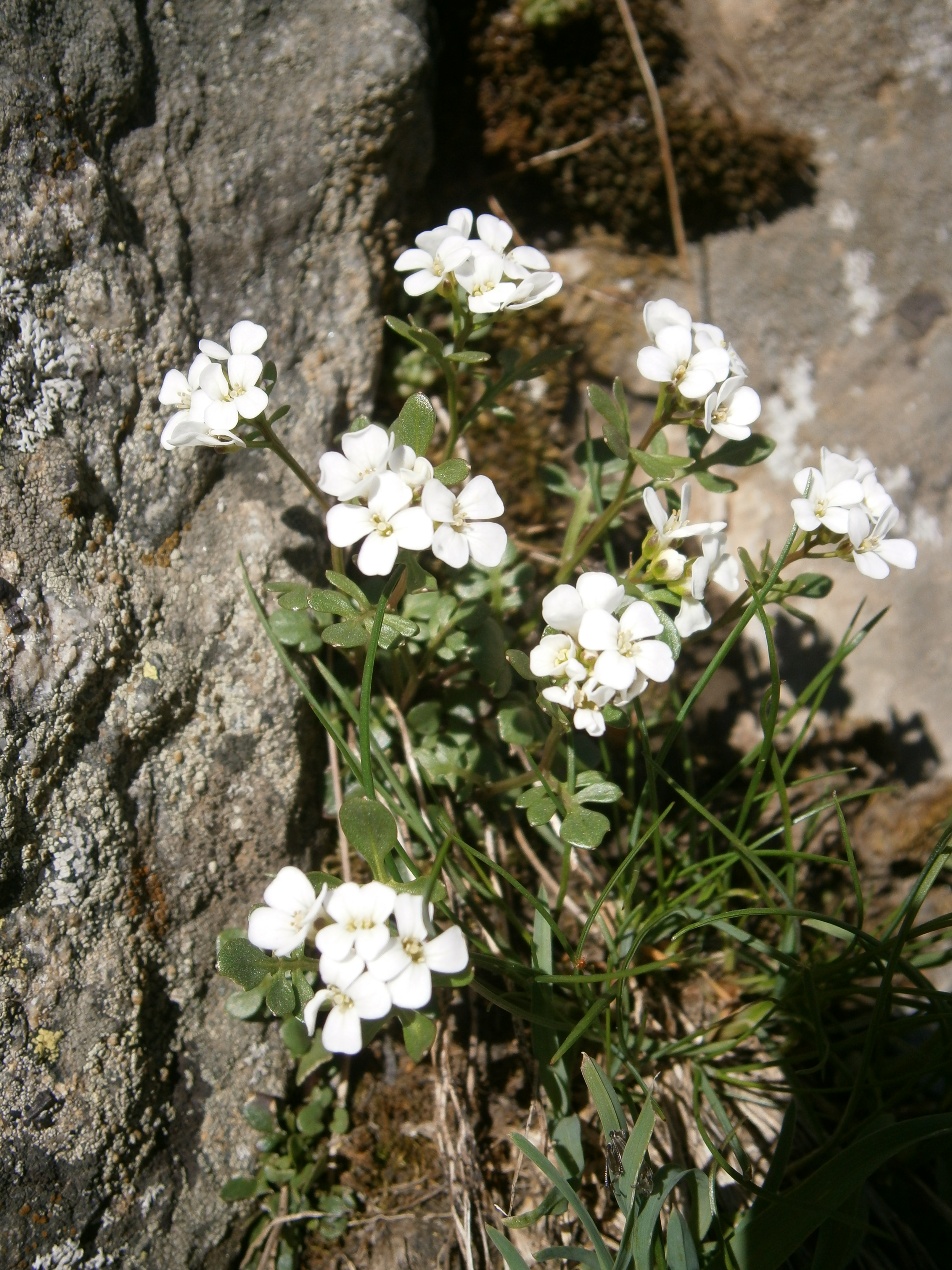
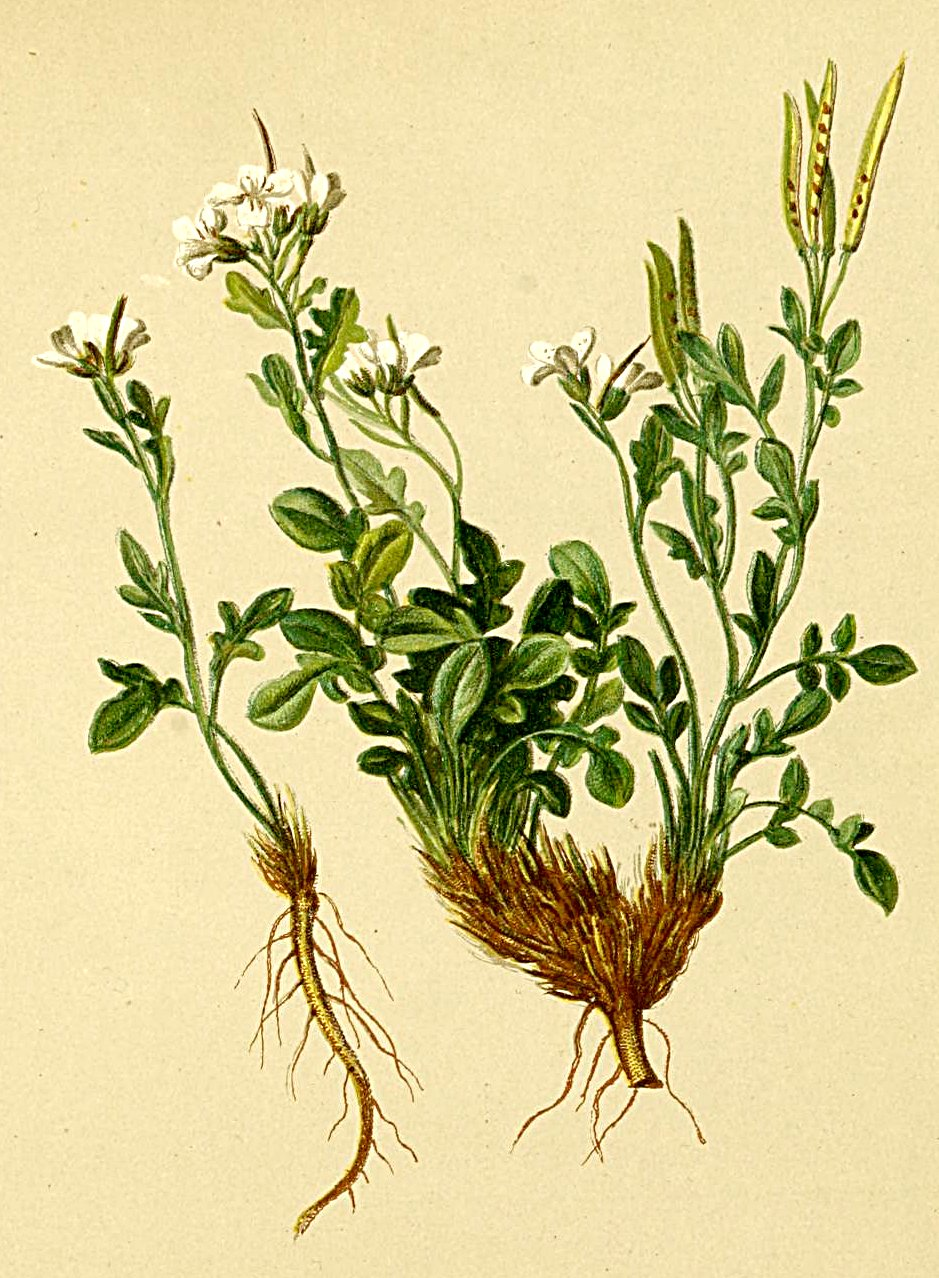